# PRIX
PRIX – wskaźnik finansowy dla międzynarodowych rynków ropy. Wskaźnik ten przewiduje i podsumowuje ryzyko polityczne na świecie, które może wpłynąć na dostawców ropy dla rynków międzynarodowych. Indeks bazuje na tej samej metodologii co PMI Purchasing Manager's Index. Ponad 250 analiz różnych krajów przekłada się na kalkulacje wskaźnika wartości dla każdego z 20 krajów – największych dostawców ropy na świecie. Wartość dla każdego z tych państw jest następnie mierzona poprzez eksport tych krajów tak, aby obliczyć pojedynczy, wymierzalny, globalny wskaźnik PRIX, który podsumowuje ryzyko polityczne, dla międzynarodowych rynków ropy dla nadchodzących trzech miesięcy.
Każdy krajowy analityk przedstawia raport o jednym z 20 krajów musząc posiadać dogłębną o nim wiedzę. Analitycy pochodzą z różnych środowisk zawodowych, lecz najczęściej wywodzą się z krajów, z których sprawozdają. W niektórych przypadkach wykorzystywani są analitycy spoza danego kraju, wtedy powinni się oni posługiwać językiem lokalnym, często odwiedzać kraj oraz uważnie śledzić bieżącą sytuację polityczną. 
Krajowi analitycy pytani są, czy wydarzenia polityczne w ciągu najbliższych trzech miesięcy mogą prowadzić do ograniczenia, braku zmian bądź zwiększenia eksportu ropy z danego kraju. Poniższy wzór dyfuzji indeksu używany jest do przetwarzania ich odpowiedzi: INDEX = (P1*1) + (P2*0.5) + (P3*0), gdzie: P1 = procent analityków, którzy przewidzieli wydarzenia polityczne prowadzące do wzrostu eksportu; P2 = procent analityków, którzy przewidzieli wydarzenia polityczne prowadzące pozostania poziomu eksportu ropy bez zmian; P3 = procent analityków, którzy przewidzieli wydarzenia polityczne prowadzące do zmniejszenia eksportu. 
Indeks o wartości 50 oznacza mało prawdopodobną zmianę w eksporcie ropy. Wartość powyżej 50 wskazuje, że zmiany polityczne mogą doprowadzić do wzrostu eksportu ropy naftowej, natomiast wartość poniżej 50 oznacza niższy eksport. Im dalej od 50, tym większe oczekiwane zmiany w eksporcie oraz większe prawdopodobieństwo wystąpienia oddziaływania na cenę ropy naftowej. Pełny zakres teoretyczny wartości indeksu wynosi od 0 do 100. Jednak w praktyce globalna wartość indeksu zwykle oscyluje wokół 50 i utrzymuje się w przedziale 40-60. 
Różnice w eksporcie ropy są ważnym komponentem w formowaniu się światowych cen ropy. Dlatego też wskaźnik PRIX może pomóc w zidentyfikowaniu potencjalnych trajektorii w międzynarodowych cenach ropy. Jednakże wskaźniki inne niż ryzyko polityczne mogą zachwiać światową równowagą pomiędzy podażą a popytem na ropę, jednocześnie przyczyniając się do ustalenia ceny ropy. PRIX indeks ten nie może przewidzieć cen ropy, ponieważ nie obejmuje zmian gospodarczych i technologicznych, ale może funkcjonować jako składnik prognozowania cen ropy.
Indeks został opublikowany po raz pierwszy w styczniu 2015. Jest aktualizowany co kwartał i swobodnie dostępny odbiorcom na stronie internetowej indeksu i Twitterze. Indeks jest niezależny i nie jest własnością żadnej z instytucji, firm czy władz państwowych.